# No Mercy (álbum de T.I.)

No Mercy es el séptimo álbum de estudio del rapero estadounidense T.I., lanzado el 7 de diciembre de 2010. El álbum debutó en el número cuatro en el Billboard 200 con ventas de 159.000 copias la primera semana.

## Información
Durante una entrevista con MTV, T.I. confirmó que había iniciado la grabación de un álbum que sería puesto en libertad en 2010 tras su salida de la cárcel. En febrero de 2010, Javier Gete, gerente de TI y cofundador de Grand Hustle registros, dijo que el álbum está programado para un lanzamiento de verano. 
El 25 de marzo de 2010, el rapero T.I. fue retirado de prisión para ser trasladado a una casa segura en alguna parte de Atlanta. Luego de ser liberado el rapero comenzó a trabajar en su séptimo álbum titulado "King Uncaged".
 Jim Jonsin quien anteriormente trabajo con el rapero en el sencillo más exitoso de la carrera de T.I. y el cantante Trey Songz fueron invitados a trabajar en el proyecto. Finalmente en febrero, tras 12 meses sin ser visto realiza su primera aparición en público junto a su esposa en apoyo a su asociación "For the Love of Our Fathers". El 8 de marzo de 2010 lanzó el sencillo promocional titulado "Im Back". El sencillo debutó en el puesto cuarenta y cuatro en el chart Billboard Hot 100. El 13 de mayo, se presentó en el programa de Larry King para hablar sobre su condena de nueve meses en prisión. El 24 de mayo, T.I. lanza el sencillo titulado "Yeah Ya Know (Takers)", debutando en el puesto número cuarenta y cuatro en el Hot 100 de los Billboard charts y número sesenta y ocho en el Hot 100 de Canadá. El cantante lanza además otro sencillo, "Got Your Back" junto a la cantante de R&B Keri Hilson, posicionando en el puesto treinta y ocho. En el mismo año colaboró con cantantes como Drake y Justin Timberlake en el sencillo "Fancy", y en el sencillo "Winner" del cantante Jamie Foxx, ambas colaboraciones posicionándose en el Top 50 de Billboard.
T.I. declaró que se abstendría de "hablar de armas" en esta versión.
El álbum se colocó para la pre-orden el 14 de junio de 2010. En una entrevista con la revista Rolling Stone, T.I. declaró que el álbum fue el último álbum de una trilogía que comenzó con TI vs T.I.P. e incluyó Paper Trail.
El 1 de septiembre, T.I. y su esposa Tiny fueron arrestados por cargos de drogas en Los Ángeles.  La detención por cargos de drogas llevó a T.I. a ser condenado el 15 de octubre de 2010 a 11 meses en prisión por violar los términos de su libertad condicional, concretamente por la posesión de éxtasis. El 25 de octubre, los cargos por droga contra T.I. fueron retirados.
T.I. desechó "King Uncaged" como título de su séptimo álbum de estudio y lo renombró "No Mercy", debido a su nueva condena a prisión. Luego lanzó el primer sencillo del álbum recién titulado, "Get Back Up", con Chris Brown, el mismo día en que fue condenado a prisión por violar los términos de su libertad condicional. El 1 de noviembre, T.I. informó que iba a cumplir su sentencia de 11 meses. Su fecha de liberación fue establecido para el 29 de septiembre de 2011.
"No Mercy" fue lanzado el 7 de diciembre de 2010. El álbum alcanzó el número cuatro en los EE. UU. y vendió más de 159.000 copias en su primera semana. Fue certificado disco de oro por RIAA, con más de 500.000 copias vendidas. El 2 de septiembre de 2012 No Mercy Fue certificado disco de Platino por RIAA, con más de 990.000 copias vendidas. Su segundo single y último del álbum fue "That's All She Wrote", su segunda colaboración con Eminem, y fue lanzado el 19 de diciembre, alcanzando el número dieciocho en los EE. UU. Con dicho trabajo, T.I. recibió dos nominaciones en los Premios Grammy.

## Listado de canciones
| Standard edition |                                                          |                                                                         |                                |          |  |
| N.º              | Título                                                   | Escritor(es)                                                            | Producer(s)                    | Duración |  |
| 1.               | «Welcome to the World» (featuring Kanye West & Kid Cudi) | Kanye West, Clifford Harris, Scott Mescudi, Jeff Bhasker, Ernest Wilson | Kanye West                     | 4:14     |  |
| 2.               | «How Life Changed» (featuring Mitchelle’l & Scarface)    | Harris, Lil' C, Glenda Proby, Mitchelle'l Sium, Brad Jordan             | Lil' C                         | 4:31     |  |
| 3.               | «Get Back Up» (featuring Chris Brown)                    | Harris, Chris Brown, Pharrell Williams                                  | The Neptunes                   | 4:24     |  |
| 4.               | «I Can't Help It» (featuring Rocko)                      | Harris, Larrance Dopson, Lamar Edwards, Rodney Hill                     | Smash Factory                  | 3:32     |  |
| 5.               | «That's All She Wrote» (featuring Eminem)                | Harris, Marshall Mathers III, Lukasz Gottwald, Max Martin               | Max Martin, Dr. Luke           | 5:18     |  |
| 6.               | «No Mercy» (featuring The Dream)                         | Harris, Terius Nash, Christopher Stewart                                | Christopher Stewart, The-Dream | 4:08     |  |
| 7.               | «Big Picture»                                            | Harris, Aldrin Davis                                                    | DJ Toomp                       | 4:26     |  |
| 8.               | «Strip» (featuring Young Dro & Trey Songz)               | Harris, Quinn, D'Juan Hart, Tremaine Neverson, Tony Scales              | Lil' C                         | 3:42     |  |
| 9.               | «Salute»                                                 | Harris, Jacob Dutton                                                    | Jake One                       | 3:08     |  |
| 10.              | «Amazing» (featuring Pharrell)                           | Harris, Williams                                                        | The Neptunes                   | 5:15     |  |
| 11.              | «Everything on Me»                                       | Harris, Danja, Marcella Araica                                          | Danja                          | 4:25     |  |
| 12.              | «Poppin Bottles» (featuring Drake)                       | Harris, Aubrey Graham, N. Seetharam, Tyler Williams                     | T-Minus                        | 5:20     |  |
| 13.              | «Lay Me Down» (featuring Rico Love)                      | Harris, Richard Butler, Jr., James Scheffer, Zukhan Bey, Richard 3070   | Jim Jonsin and Rico Love       | 3:17     |  |
| 14.              | «Castle Walls» (featuring Christina Aguilera)            | Harris, Holly Hafferman, Alex da Kid                                    | Alex da Kid                    | 5:30     |  |

## Recibimiento
El álbum debutó en el número cuatro en el Billboard 200 con ventas de 159.000 copias la primera semana. El 2 de septiembre de 2012 el álbum fue certificado disco de platino por la RIAA. Vendiendo 900,000 copias En Estados Unidos.
| Chart (2010/2011)                     | Posición |
| ------------------------------------- | -------- |
| Canadian Albums Chart                 | 35       |
| New Zealand Albums Chart              | 39       |
| U.S. Billboard 200                    | 4        |
| U.S. Billboard Top R&B/Hip-Hop Albums | 1        |
| U.S. Billboard Top Rap Albums         | 1        |
| U.S. Billboard Top Digital Albums     | 3        |